# Pfreimd
Pfreimd è un comune tedesco di 5 570 abitanti, situato nel land della Baviera.